# Dannemorasjön
Dannemorasjön är en sjö i Uppsala kommun och Östhammars kommun i Uppland och ingår i Norrströms huvudavrinningsområde. Sjön är 1,6 meter djup, har en yta på 3,27 kvadratkilometer och befinner sig 24 meter över havet. Sjön avvattnas av vattendraget Fyrisån. Vid provfiske har bland annat abborre, braxen, gädda och mört fångats i sjön.
Det är en grund och näringsrik sjö med rikt fågelliv. Sjö är sänkt på 1700- och 1800-talen, vilket bidragit till igenväxningen. Sjön har sina huvudsakliga tillflöden i norr, från Filmsjön via Sundbroån och från Harvikadammen via den korta Dalån. Utflödet i söder, som gränsar till Uppsala kommun, är starten på Fyrisån.
En del av Dannemorasjön ingår i Natura 2000-området Andersby ängsbackar.

## Delavrinningsområde
Dannemorasjön ingår i delavrinningsområde (667465-161221) som SMHI kallar för Utloppet av Dannemorasjön. Medelhöjden är 29 meter över havet och ytan är 22,14 kvadratkilometer. Räknas de 11 avrinningsområdena uppströms in blir den ackumulerade arean 201,37 kvadratkilometer. Fyrisån som avvattnar avrinningsområdet har biflödesordning 3, vilket innebär att vattnet flödar genom totalt 3 vattendrag innan det når havet efter 134 kilometer. Avrinningsområdet består mestadels av skog (41 procent), öppen mark (13 procent) och jordbruk (22 procent). Avrinningsområdet har 2,6 kvadratkilometer vattenytor vilket ger det en sjöprocent på 11,8 procent. Bebyggelsen i området täcker en yta av 0,63 kvadratkilometer eller 3 procent av avrinningsområdet.

## Fisk
Vid provfiske har följande fisk fångats i sjön:
- Abborre
- Braxen
- Gädda
- Mört
- Ruda
- Sarv
- Sutare